# Louis Orr
Louis M. Orr (Cincinnati, Ohio, 7 de mayo de 1958-15 de diciembre de 2022) fue un jugador y entrenador de baloncesto estadounidense que jugó ocho temporadas en la NBA y una más en la liga italiana. Con 2,03 metros de estatura, lo hacía en la posición de ala-pívot. Entre 2007 y 2014 fue el entrenador principal de la Universidad Bowling Green.

## Trayectoria deportiva

### Universidad
Jugó durante cuatro temporadas con los Orangemen de la Universidad de Syracuse, en las que promedió 12,8 puntos y 7,6 rebotes por partido. En su última temporada fue incluido en el mejor quinteto de la Big East Conference, tras llevar a su equipo a la consecución del primer título de la recién creada conferencia.

### Profesional
Fue elegido en la vigésimo novena posición del Draft de la NBA de 1980 por Indiana Pacers, donde en su primera temporada, como suplente de George McGinnis, promedió 10,5 puntos y 4,4 rebotes por partido. Al año siguiente compartió el puesto de ala-pívot titular con Clemon Johnson, saltando a la pista de inicio en 41 partidos, acabando la temporada como cuarto mejor anotador del equipo con 11,7 puntos por noche.
Antes del comienzo de la temporada 1982-83, y tras convertirse en agente libre, recibió una oferta de los New York Knicks que los Pacers no quisieron igualar, fichando por los primeros. Su papel en los Knicks fue el de dar minutos de descanso a Bernard King, llegando incluso a ser titular en 14 partidos de su primera temporada, en la que promedió 8,4 puntos y 2,8 rebotes por partido.
En la temporada 1984-85 se hizo definitivamente con el puesto de titular, logrando la que sería su mejor temporada como profesional, al promediar 12,7 puntos y 4,9 rebotes por partido. Ese año renovó contrato con los Knicks, donde permanecería hasta la temporada 1987-88.
En 1988 trató de prolongar su carrera profesional fichando por el Cantine Riunite Reggio Emilia de la liga italiana, pero solo jugó 5 partidos en los que promedió 13 puntos y 6,6 rebotes.

### Entrenador
En 1991 comenzó su carrera como entrenador ejerciendo de asistente en la Universidad de Xavier, donde permaneció tres temporadas, para en 1994 conseguir el mismo puesto en la Universidad de Providence, desde donde regresaría dos años más tarde a su alma mater, Syracuse, donde permaneció 4 temporadas más como asistente.
En 2000 consigue por fin el cargo de entrenador principal en el Siena College, donde en su única temporada lleva al equipo al título de la MAAC. Al año siguiente firma con la Universidad Seton Hall, logrando en 2003 el título de Entrenador del Año de la Big East Conference.
En 2007 se hace cargo de los Bowling Green Falcons, donde en 2009 es nombrado Entrenador del Año de la MAC.

## Estadísticas de su carrera en la NBA

### Temporada regular
| Temporada | Edad | Equipo          | Liga | P   | TIT | MIN  | TC  | TCA  | %TC  | 3P  | 3PA | %3P  | TL  | TLA | %TL  | R.OF. | R.DEF. | REB | ASIS | ROB | TAP | PER | FP  | PTS  |
| 1980-81   | 22   | Indiana Pacers  | NBA  | 82  |     | 21.8 | 4.2 | 8.6  | .491 | 0.0 | 0.1 | .000 | 2.0 | 2.5 | .807 | 2.1   | 2.3    | 4.4 | 1.6  | 0.7 | 0.3 | 1.5 | 1.9 | 10.5 |
| 1981-82   | 23   | Indiana Pacers  | NBA  | 80  | 41  | 24.4 | 4.5 | 9.0  | .497 | 0.0 | 0.1 | .125 | 2.5 | 3.2 | .799 | 1.6   | 2.6    | 4.1 | 1.7  | 0.7 | 0.3 | 1.7 | 2.3 | 11.5 |
| 1982-83   | 24   | New York Knicks | NBA  | 82  | 14  | 20.3 | 3.3 | 7.2  | .462 | 0.0 | 0.0 | .000 | 1.7 | 2.1 | .800 | 1.1   | 1.6    | 2.8 | 1.1  | 0.8 | 0.3 | 1.1 | 1.6 | 8.4  |
| 1983-84   | 25   | New York Knicks | NBA  | 78  | 20  | 21.0 | 3.4 | 7.3  | .458 | 0.0 | 0.0 |      | 2.2 | 2.7 | .820 | 1.3   | 1.6    | 2.9 | 0.8  | 0.8 | 0.2 | 1.2 | 1.8 | 8.9  |
| 1984-85   | 26   | New York Knicks | NBA  | 79  | 31  | 31.0 | 4.7 | 9.7  | .486 | 0.0 | 0.1 | .100 | 3.3 | 4.2 | .784 | 2.2   | 2.8    | 4.9 | 1.7  | 1.3 | 0.3 | 1.7 | 2.5 | 12.7 |
| 1985-86   | 27   | New York Knicks | NBA  | 74  | 64  | 30.2 | 4.5 | 10.0 | .445 | 0.0 | 0.1 | .000 | 2.9 | 3.8 | .784 | 1.7   | 2.6    | 4.2 | 2.4  | 0.8 | 0.4 | 1.6 | 2.4 | 11.9 |
| 1986-87   | 28   | New York Knicks | NBA  | 65  | 8   | 22.2 | 2.6 | 6.0  | .427 | 0.0 | 0.1 | .200 | 1.9 | 2.6 | .727 | 1.6   | 2.0    | 3.6 | 1.7  | 0.7 | 0.3 | 1.1 | 1.9 | 7.0  |
| 1987-88   | 29   | New York Knicks | NBA  | 29  | 0   | 6.2  | 0.6 | 1.7  | .320 | 0.0 | 0.0 | .000 | 0.3 | 0.6 | .500 | 0.4   | 0.7    | 1.2 | 0.3  | 0.2 | 0.0 | 0.5 | 0.9 | 1.4  |
| Total     |      |                 | NBA  | 569 | 178 | 23.5 | 3.7 | 8.0  | .468 | 0.0 | 0.1 | .083 | 2.3 | 2.9 | .787 | 1.6   | 2.1    | 3.7 | 1.5  | 0.8 | 0.3 | 1.4 | 2.0 | 9.7  |

### Playoffs
| Temporada | Edad | Equipo          | Liga | P  | MIN | TCA | TC  | 3PA | 3P | TLA | TL | R.OF. | REB | ASIS | ROB | TAP | PER | FP | PTS | %TC  | %3P | %FT   | MIN  | PTS  | REB | AST |
| 1980-81   | 22   | Indiana Pacers  | NBA  | 2  | 56  | 9   | 25  | 0   | 0  | 6   | 7  | 6     | 10  | 4    | 5   | 1   | 6   | 4  | 24  | .360 |     | .857  | 28.0 | 12.0 | 5.0 | 2.0 |
| 1982-83   | 24   | New York Knicks | NBA  | 6  | 105 | 18  | 47  | 0   | 0  | 10  | 10 | 8     | 21  | 3    | 5   | 4   | 8   | 10 | 46  | .383 |     | 1.000 | 17.5 | 7.7  | 3.5 | 0.5 |
| 1983-84   | 25   | New York Knicks | NBA  | 12 | 229 | 29  | 70  | 0   | 0  | 15  | 19 | 22    | 50  | 6    | 4   | 1   | 10  | 32 | 73  | .414 |     | .789  | 19.1 | 6.1  | 4.2 | 0.5 |
| 1987-88   | 29   | New York Knicks | NBA  | 2  | 3   | 0   | 1   | 0   | 0  | 1   | 2  | 1     | 2   | 0    | 0   | 0   | 0   | 0  | 1   | .000 |     | .500  | 1.5  | 0.5  | 1.0 | 0.0 |
| Total     |      |                 | NBA  | 22 | 393 | 56  | 143 | 0   | 0  | 32  | 38 | 37    | 83  | 13   | 14  | 6   | 24  | 46 | 144 | .392 |     | .842  | 17.9 | 6.5  | 3.8 | 0.6 |